# Ли Ён Пхё
Ли Ён Пхё (кор. 이영표?, 李榮杓?; 23 апреля 1977, Хончхон) — южнокорейский футболист, крайний защитник. Бронзовый призёр Кубка Азии 2011 года. 

## Игровая карьера
Чаще всего играл на позиции левого защитника, однако мог также неплохо играть в полузащите, так как славился своим великолепным дриблингом. В сборной играл на позиции правого защитника.
Выступал за «Тоттенхэм Хотспур», «Аньянг ЭлДжи Читас» в корейской К-Лиге из которого перешёл в голландский «ПСВ Эйндховен», где провёл два года, под руководством тренера ПСВ Гуса Хиддинка, который прежде тренировал Ли и сборную Южной Кореи на чемпионате мира 2002 года. На чемпионате мира 2002 года с командой занял 4-е место, дойдя впервые в истории до полуфинала.
В матче домашнего чемпионата мира против Португалии Ли действовал персонально против Луиша Фигу, который в перерыве игры попросил его не действовать излишне грубо. Однако из-за недопонимания пресса по ошибке сообщила, что Фигу якобы предложил корейцам сыграть вничью, и Ли пришлось лично опровергать подобные убеждения.

## Государственные награды
- Орден «За спортивные заслуги» 2 класса Республики Корея — орден Отважного тигра (2 июля 2002)[4]